# Haemaphysalis tauffliebi
Haemaphysalis tauffliebi este o specie de căpușe din genul Haemaphysalis, familia Ixodidae, descrisă de Morel în anul 1965.
Este endemică în Camerun. Conform Catalogue of Life specia Haemaphysalis tauffliebi nu are subspecii cunoscute.